# Pavel Švanda ze Semčic

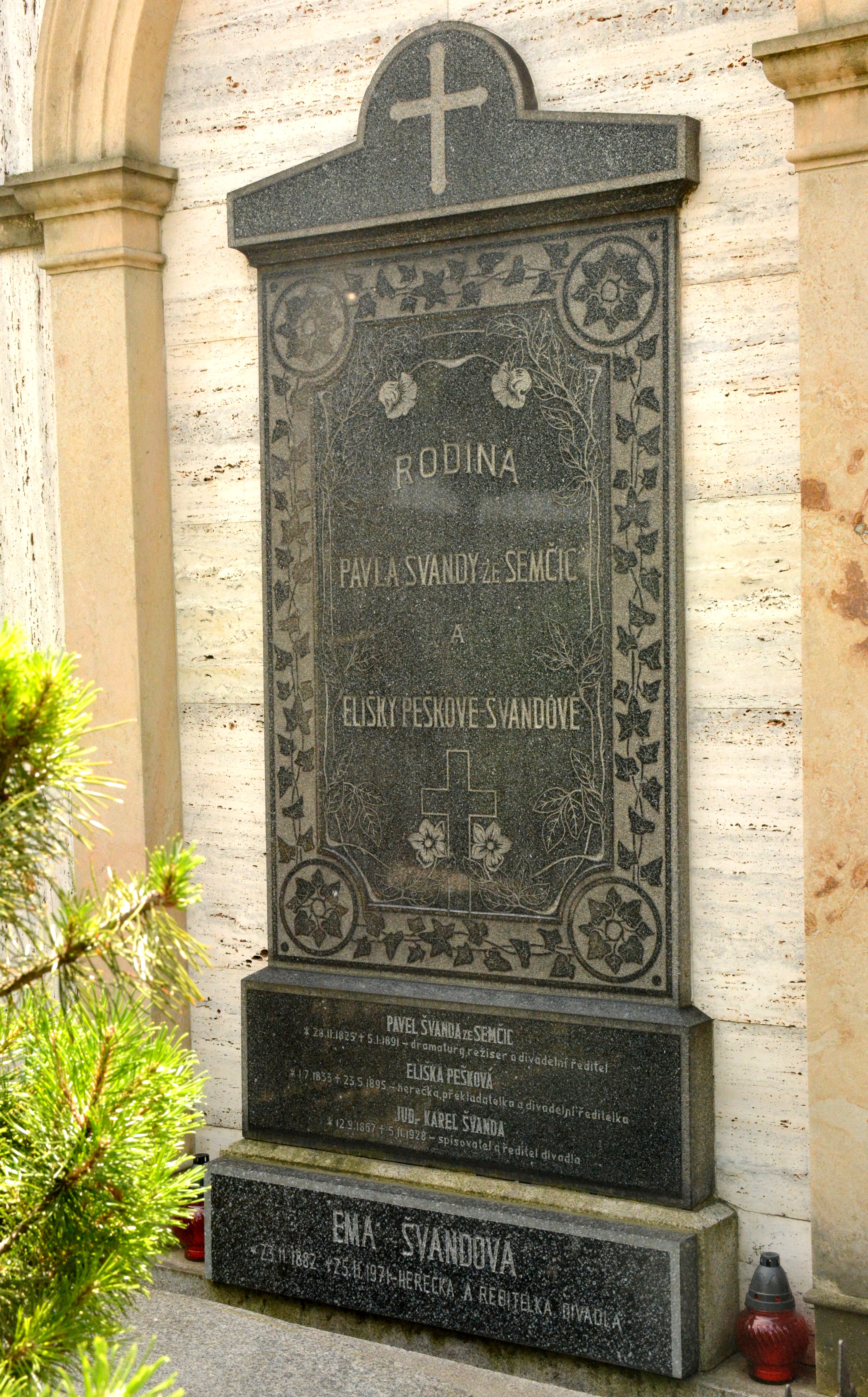
Rodinná hrobka Pavla Švandy ze Semčic – Vyšehradský hřbitov v Praze

Pavel Švanda ze Semčic (27. listopadu 1825 Praha – 5. ledna 1891 Brno) byl český režisér, dramaturg, spisovatel a divadelní ředitel.

## Původ, rodina
Pocházel z českého rodu zemanů z Dobrovice na Mladoboleslavsku. Jeho otec, Antonín Švanda ze Semčic, byl divadelním ochotníkem. Manželkou Pavla Švandy byla herečka Eliška Pešková, roz. Elisabeth Peschke, dcera šenkýře z Platnéřské ulice v Praze. Jejich děti byli Jaroslav Švanda (1851-1879), Marie Švandová (* 1853), provdaná Stankovská, později Koldinská, manželka smíchovského starosty Aloise Koldinského a herečka, Anna Švandová (* 1854), Pavel Švanda ml. (* 1855) a Karel Švanda (* 1867), oba později divadelní ředitelé.

## Studium, divadelní začátky
Po vystudování malostranského gymnasia a filosofie (filosofie se tehdy musela studovat před vstupem na jakýkoliv jiný vysokoškolský obor) vstoupil do kněžského semináře (1843). Tam se seznámil s J. K.Tylem a dalšími literáty, začal psát české básně a přispívat do časopisu Květy. Ze semináře v roce 1848 odešel, živil se jako magistrátní úředník, novinář a učitel češtiny na pražské reálce. Redigoval politické listy, psal kritiky do Pražského večerního listu, přispíval do časopisu Lumír . V lednu roku 1849 se seznámil se svojí budoucí manželkou, německou ochotnicí a žačkou členky německé zemské činohry Niny Herbstové (od srpna 1849 vystupující jako Eliška Pešková) , která v něm vzbudila vážný zájem o divadlo. V letech 1853–1863 vedl jako režisér ochotnické česko-německé Divadlo u sv. Mikuláše na Starém Městě , známé též jako Švestkovo divadlo . Krátce působil i jako správce městského chorobince .

## Prozatímní divadlo a vlastní Švandova divadelní společnost
V roce 1862 v nově otevřeném Stavovském divadle se stal dramaturgem českých představení a později šéfem činohry Prozatímního divadla, kam angažoval např. Jindřicha Mošnu a Jakuba Seiferta. V divadle podstatně zvýšil frekvenci (z asi dvou představení týdně na osm) i kvalitu českých představení. Po odchodu J.J.Kolára z divadla získal větší prostor a uvedl např. shakespearovský cyklus her, pět her Moliera a poprvé i Gogolova Revizora.
V roce 1864 nastoupil do Prozatímního divadla německý ředitel, který upřednostňoval operu. Švanda se ještě jako člen souboru Prozatímního divadla rozhodl na podnět E. Peškové zorganizovat vlastní soubor  a od října 1865 vyjel soubor pod uměleckým vedením Josefa Baráka s režisérem Edmundem Chvalovským hrát do Berouna a Plzně. Během čtyřměsíční sezóny uvedl soubor 56 činoher a úspěšně uskutečnil 172 představení . Od roku 1866 vedl soubor osobně Pavel Švanda, který odešel z Prozatímního divadla, zatímco Eliška Pešková zde působila do května 1870, kdy dostala výpověď pro zameškané představení .

## Plzeň, Brno a Švandovy arény v Praze
Švandův soubor v Plzni od října 1868 uváděl i opery a operety. V zimě působil soubor v Plzni, v létě v Praze, kde v roce 1869 nechal Švanda postavit na Královských Vinohradech novou arénu (letní divadlo bez střechy, jakýsi amfiteátr), zvanou Pštroska dle majitele pozemku. V roce 1870 hrával Švandův činoherní soubor rozšířený o skupinu gymnastů a ekvilibristů v neděli na třech pražských jevištích – v Novoměstském divadle, v Pštrosce a v sále hostince U města Lipska v Karlíně . Neboť v okolí Pštrosky byla i další divadla, v roce 1871 založil novou arénu na Smíchově, známou pak jako Aréna v Lesíčku, nebo Aréna v Eggenberku  (dle protějšího hostince).
V Plzni působil Švandův soubor polovinou sezóny do roku 1875 a pak v letech 1878–1881 a 1884–1885. Střídal se zde často se souborem Jana Pištěka, který mu konkuroval i v Praze, kde měl pronajatu Arénu v Kravíně a k němuž přešel v roce 1879 ze Švandova souboru Vendelín Budil.
V říjnu 1881 otevřel Švanda v Praze na Smíchově v nárožním domě čp. 1 v sále a zahradě hostince U Libuše nové divadlo – Divadlo u Libuše, které působilo jako stálé divadlo s kapacitou 500 sedadel a 200 míst k stání. Divadlo bylo vybudováno na rohu Schwarzenbergovy silnice (dnešní Štefánikova) a Holečkovy. O tři domy dále do čp. 6 se později přesunula stálá scéna divadla, v 50. letech přejmenovaná na Realistické divadlo . Divadlo uvádělo činohru i operu. V souboru působil např. Josef Šmaha a v roce 1884 byl soubor posílen o Eduarda Vojana a Františka Šípka, kteří přišli z Plzně.
Aréna v Lesíčku byla z úředního nařízení v roce 1885 zbořena a Švanda dělil činnost souboru mezi Plzeň a Divadlo u Libuše. K 1. 4. 1886 po neshodách s plzeňskými radními dal celému souboru výpověď a soubor převzal na svoji koncesi Eduard Vojan, který však z finančních důvodů brzy skončil . Švanda převzal opět soubor, provedl přestavbu Divadla u Libuše – doplněním posuvné střechy vzniklo Letní divadlo u Libuše  a od června 1886 zde soubor působil včetně herců Eduarda Vojana a Hany Kubešové.
V září 1886 obdržel Švanda nabídku k převzetí divadla v Brně (Na Veveří). K hostování přizval např. Otýlii Sklenářovou-Malou a Josefa Šmahu. V Brně působil Švandův soubor (i přes odchod Vojana a Kubešové do ND) úspěšně až do roku 1891, kdy Švanda 5. ledna raněn mrtvicí zemřel. Nedožil se nové Arény na Smíchově, kterou začal budovat u smíchovského nádraží v blízkosti železničního mostu. Následně došlo k rozpadu souboru, část zůstala v Brně u společnosti Václava Hübnera, část působila s Eliškou Peškovou, která však 24. května 1895 také zemřela. Jsou pochováni v rodinné hrobce na pražském Vyšehradském hřbitově.
Arénu na Smíchově i Letní divadlo u Libuše spravoval od roku 1897 jeho syn, dr. Karel Švanda a divadelní koncese vlastnila jeho dcera, Marie Švandová-Koldinská, která zemřela 5. října 1906. Po její smrti převzala koncese druhá manželka Karla Švandy, Ema Jelínková-Švandová, později provdaná Kadlecová (zemřela 25. listopadu 1971), která zde i začala úspěšně hrát a sama byla ředitelkou Letního divadla u Libuše (později přejmenovaného na Intimní divadlo). Z Arény na Smíchově se stala operetní scéna, fungovala do dubna 1934 a v listopadu 1938 byla zbořena .

## Zásluhy o české divadlo
Pavel Švanda svou činností velmi ovlivnil historický vývoj českého divadla. Jeho scény byly ve své době nástupištěm realistické a naturalistické dramatiky, školou moderních hereckých talentů. Švandova brněnská éra patří mezi jedno z nejvýznamnějších období brněnského divadelnictví. Švanda se zasloužil jako dramaturg a režisér Prozatímního divadla o rehabilitaci české veselohry a upevnil místo moderní konverzační francouzské veselohře v soudobém repertoáru. Podílel se významně na výchově hereckého dorostu a premiérově inscenoval v českých zemích mnohá díla E.Zoly, H.Ibsena i dalších světových autorů .

## Citát
| „                 | Zachce-li se však vzpomínati těch, kdož u nás herci nejsouce byli předchůdci našeho režisérského rozvoje, nezapomeňme z minula především na Pavla Švandu ze Semčic, divadelníka to stejně průbojného jako praktického, u něhož narostlo mnoho pozdějších koryfejů Národního divadla a jenž byl v svých mimopražských štacích propagátorem Ibsenovým už tehdy, kdy se v Praze o zneklidňujícím díle norského tvůrce takřka nevědělo. | “ |
| — Jaroslav Kvapil | |   |